# Calophyllum lanigerum
Calophyllum lanigerum z čeledi kalabovité (Calophyllaceae) je 20 m vysoký stálezelený strom původem z jihovýchodní Asie. Tento strom je důležitý obsahem látky calanolid A, která se používá proti viru HIV.